# Батьки і діти (фільм, 2008)
«Батьки і діти» — російський художній фільм за романом І. С. Тургенєва «Батьки і діти».
Зйомки проходили (серпень—жовтень 2007 р., лютий 2008 року) в Спаському-Лутовинова — орловському маєтку Івана Тургенєва, в маєтку Федіра Тютчева в Овстуге і на натурної декорації «Стара Москва» на «Мосфільмі».

## Зміст
Екранізація одного з найбільш філософських творів Івана Сергійовича Тургенєва. Знайомий усім конфлікт поколінь. Аркадій Кірсанов та Євген Базаров — абсолютно різні за світоглядом люди. У той час, як перший більш схильний спиратися на думку старшого покоління, другий зовсім заперечує його. І корить свого приятеля за зайву м'якотілість, уважаючи що той перебуває під сильним впливом своїх батька й дядька, час яких, на його думку, пройшло… Але от життя ставить перед Євгенієм нерозв'язну для його логічного складу розуму проблему — приходить любов. Чи витримає парубок це випробування на міцність …

## Ролі
| Актор               | Роль                              |
| ------------------- | --------------------------------- |
| Олександр Устюгов   | Євген Базаров                     |
| Олександр Скотников | Аркадій Кірсанов                  |
| Андрій Смирнов      | Павло Петрович Кірсанов           |
| Анатолій Васильєв   | Микола Петрович Кірсанов          |
| Наталія Рогожкіна   | Анна Одинцова                     |
| Катерина Вілкова    | Фенечка                           |
| Наталя Тенякова     | Аріна Власівна (мати Базарова)    |
| Сергій Юрський      | Василь Іванович (батько Базарова) |
| Дарина Белоусова    | Катя                              |
| Леонід Ярмольник    | доктор                            |
| Анна Цуканова       | Дуняша                            |
| Наталія Курдюбова   | Кукшин                            |
| Наталя Смирнова     | генеральша                        |
| Геннадій Смирнов    | Ситников                          |

## Знімальна група
- Режисер — Авдотья Смирнова
- Сценарист — Авдотья Смирнова, Олександр Адабаш'ян, Іван Тургенєв
- Композитор — Петро Климов, Олексій Стебльов